# Shirley Chisholm
Shirley Anita St. Hill Chisholm (New York, 30 november 1924 – Ormond Beach, 1 januari 2005) was in de Verenigde Staten het eerste vrouwelijke federale parlementslid van Afro-Amerikaanse herkomst. Van 1969 tot 1982 vertegenwoordigde ze Brooklyn als Democrate in het Huis van Afgevaardigden.
Op 23 januari 1972 werd ze de eerste Afro-Amerikaanse kandidaat van een grote partij voor president van de Verenigde Staten. Ze kreeg 152 afgevaardigden achter zich. Ze verloor uiteindelijk de nominatie van senator George McGovern. Zij kreeg steun van diverse etnische groepen en van de National Organisation of Women (NOW). In mei 1972 bracht ze een opzienbarend ziekenhuisbezoek aan de als racistisch bekendstaande politicus George Wallace, vlak nadat hij was neergeschoten.
Chisholm kwam op voor burgerrechten voor zwarten, armen en vrouwen en de Afro-Amerikaanse burgerrechtenbeweging. Ze bekritiseerde het politiek-juridische systeem en was voor meer controle op wapenbezit.
Ze was van 1949 tot 1977 getrouwd met Conrad Chisholm. Daarna trouwde ze met Arthur Hardwick jr., die in 1986 stierf.